# Lista de vereadores de Fortaleza da 17.ª legislatura
Essa é uma lista de vereadores de Fortaleza eleitos em 2012 para o período 2013-2016.

## Mesa Diretora
A Mesa Diretora teve a seguinte composição:
| Partido | Parlamentar    | Cargo              |
| ------- | -------------- | ------------------ |
| PDT     | Salmito        | Presidente         |
| PSL     | José do Carmo  | 1º Vice-Presidente |
| PDT     | Adail Junior   | 2º Vice-Presidente |
| PDT     | Dr. Adelmo     | 3º Vice-Presidente |
| PSD     | Benigno Junior | 1º Secretário      |
| PTC     | Cláudia Gomes  | 2ª Secretária      |
| PMDB    | Magaly Marques | 3ª Secretária      |

## Vereadores eleitos
| Candidato(a)               | Partido | Votação     | Votação |
| Candidato(a)               | Partido | Porcentagem | Total   |
| -------------------------- | ------- | ----------- | ------- |
| Capitão Wagner             | PR      | 3,49%       | 43.655  |
| Vitor Valim                | PMDB    | 2,40%       | 29.952  |
| João Alfredo               | PSOL    | 1,62%       | 20.222  |
| Leonelzinho                | PTdoB   | 1,16%       | 14.486  |
| Adail Júnior               | PV      | 1,10%       | 13.695  |
| Antônio Henrique           | PTN     | 1,07%       | 13.328  |
| Walter Cavalcante          | PMDB    | 0,97%       | 12.061  |
| Gelson Ferraz              | PRB     | 0,96%       | 12.030  |
| Carlos Mesquita            | PMDB    | 0,93%       | 11.570  |
| Wellington Saboia          | PSC     | 0,91%       | 11.410  |
| John Monteiro              | PTdoB   | 0,86%       | 10.782  |
| Acrísio Sena               | PT      | 0,86%       | 10.769  |
| Dra. Magaly                | PMDB    | 0,83%       | 10.407  |
| Dr. Elpídio                | PSB     | 0,81%       | 10.110  |
| José do Carmo              | PSL     | 0,77%       | 9.618   |
| Carlos Dutra               | PSDB    | 0,75%       | 9.359   |
| Joaquim Rocha              | PV      | 0,75%       | 9.346   |
| Salmito                    | PSB     | 0,75%       | 9.328   |
| Guilherme Sampaio          | PT      | 0,71%       | 8.927   |
| Fábio Braga                | PTN     | 0.70%       | 8.800   |
| Casimiro Neto              | PP      | 0,69%       | 8.662   |
| Mairton Félix              | DEM     | 0,68%       | 8.532   |
| Leda Moreira               | PSL     | 0,66%       | 8.279   |
| Ronivaldo Maia             | PT      | 0,65%       | 8.096   |
| Adelmo Martins             | PR      | 0,61%       | 7.565   |
| Cláudia Gomes              | PTC     | 0,60%       | 7.464   |
| Deodato Ramalho            | PT      | 0,56%       | 6.964   |
| Didi Mangueira             | PDT     | 0,56%       | 6.944   |
| Eulógio Neto               | PSC     | 0,55%       | 6.832   |
| Zier Férrer                | PMN     | 0,55%       | 6.808   |
| Alípio Rodrigues           | PTN     | 0,53%       | 6.638   |
| Iraguassú Teixeira         | PDT     | 0,52%       | 6.436   |
| Germana Soares             | PHS     | 0,50%       | 6.305   |
| A Onde É                   | PTC     | 0,48%       | 6.042   |
| Benigno Júnior             | PSC     | 0,45%       | 5.660   |
| Tamara Holanda             | PSDC    | 0,45%       | 5.562   |
| Professor Evaldo Lima      | PCdoB   | 0.42%       | 5.215   |
| Toinha Rocha               | PSOL    | 0.41%       | 5.134   |
| Bá                         | PTC     | 0.40%       | 5.011   |
| Marcos Aurélio             | PSC     | 0.40%       | 4.951   |
| Vaidon                     | PSDC    | 0.35%       | 4.423   |
| Paulo Diógenes Raimundinha | PSD     | 0.31%       | 3.858   |
| Márcio Cruz                | PR      | 0.26%       | 3.193   |